# Stora Trännsjön
Stora Trännsjön är en sjö i Falkenbergs kommun i Halland och ingår i Ätrans huvudavrinningsområde. Sjön har en area på 0,121 kvadratkilometer och ligger 127,3 meter över havet.

## Delavrinningsområde
Stora Trännsjön ingår i det delavrinningsområde (632715-131519) som SMHI kallar för Namn saknas. Medelhöjden är 128 meter över havet och ytan är 24,21 kvadratkilometer. Räknas de 102 avrinningsområdena uppströms in blir den ackumulerade arean 2 570,97 kvadratkilometer. Avrinningsområdets utflöde Ätran mynnar i havet. Avrinningsområdet består mestadels av skog (83 %). Avrinningsområdet har 1,04 kvadratkilometer vattenytor vilket ger det en sjöprocent på 4,3 %.